# Bernardino Campi

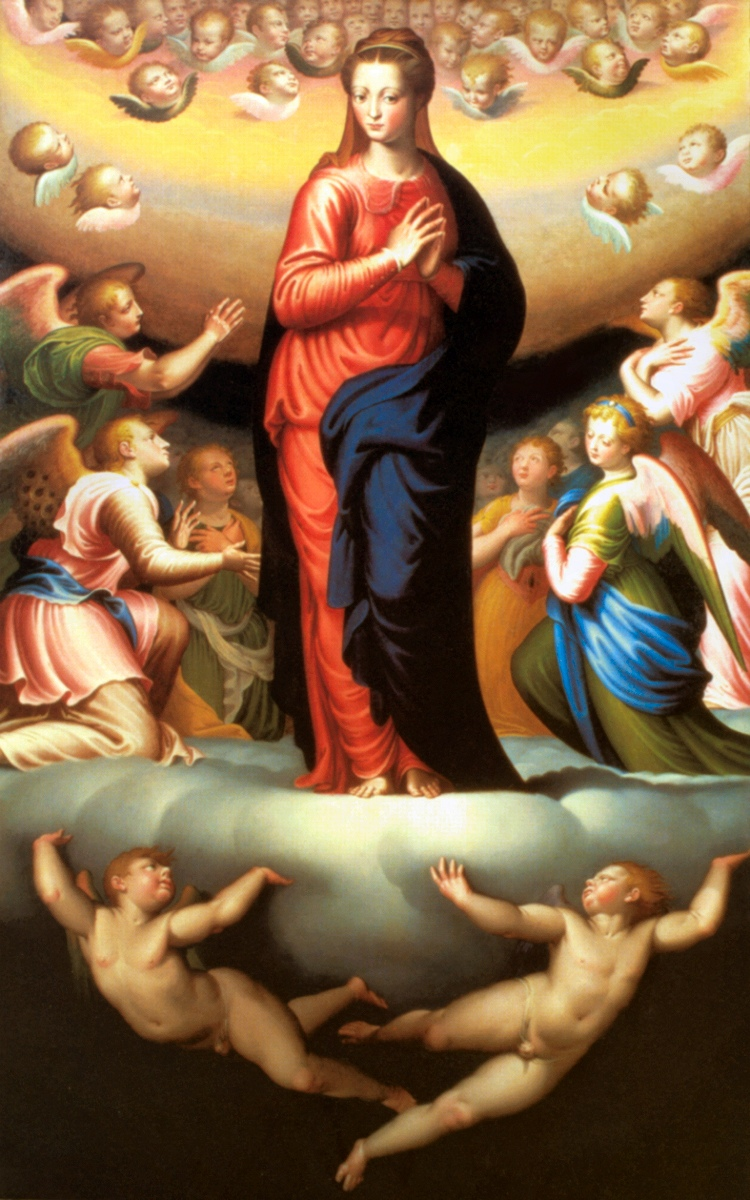
Madonna em Glória

Bernardino Campi (Régio da Emília, 1520 – Régio da Emília, 1591) foi um pintor italiano, filho de Pietro Campi.
Ele é conhecido como um dos professores de Sofonisba Anguissola e de Giovanni Battista Trotti (il Malosso ). Em Cremona, o resto da sua família possuia os principais estúdios artísticos. Giulio Campi e Antonio Campi, meio-irmãos, eram parentes distantes de Bernardino, que é geralmente considerado o mais talentoso da família. Todos eram pintores ativos e proeminentes localmente. As influências de Bernardino são diversificadas, incluindo pintores de Cremona, como Camillo Boccaccino, como pintores de regiões vizinhas , tais como Correggio, Parmigianino e Giulio Romano.
Entre seus alunos estavam Giovanni Antonio Morandi (ativo em 1585), Andrea Mainardi , e Pietro Martire Pesenti , ambos ativos no Palazzo de Guastalla.